# Parti communiste palestinien
Le Parti communiste palestinien (PCP) est un parti politique de Palestine, dans l'entre-deux-guerres, issu de la fusion, en 1923, du Parti communiste de Palestine (en) et du Parti communiste palestinien. Il fut reconnu en 1924 comme la section palestinienne de la IIIe Internationale.

## Naissance
Le Parti communiste de Palestine (en) a été créé en 1920 lors d'une scission du parti sioniste d'extrême gauche Poale sion gauche, fondé en 1906, l'autre tendance créant le Parti communiste juif (en), ancêtre de l'actuel Parti communiste d'Israël. Enfin, une autre tendance créa le Parti communiste palestinien, qui se distinguait de son alter-ego en adoptant une position moins critique et plus ouverte à la coopération avec le mouvement sioniste. Le Russe Marc Chirik fit partie des fondateurs de ce parti communiste, avant de se rendre en France. En 1924, les deux tendances rivales du « communisme palestinien » se réunissent pour former le PCP, qui a donc une origine marxiste et sioniste.

## L'arabisation du parti
En 1923, le PCP adopte une motion en faveur du mouvement nationaliste arabe, opposé à l'« impérialisme britannique » et critiquant le sionisme en tant qu'« émanation de la bourgeoisie juive alliée à l'impérialisme britannique ». Il s'ouvre ainsi largement aux Arabes palestiniens. Najati Sidqi figure parmi les premiers membres arabes du PCP. Cette opposition au sionisme provoque de vives discussions internes comme en témoigne l'exclusion de Léo Lev, responsable de la section de Tel Aviv, en 1936. 
En octobre 1935, le parti est à l'origine d'une déclaration appelant à organiser une campagne internationale en vue de stopper l’invasion de Éthiopie par l'Italie fasciste. Il organise des groupes de solidarité avec le peuple éthiopien.
Pendant la guerre d'Espagne, des membres arabes et juifs du parti rejoignent les Brigades internationales. Parmi eux se trouvent Ali Abdel Khaleq Al-Jibaoui, membre du comité central, tué en Espagne, et Najati Sidqi, membre du secrétariat du parti, chargé par l'Internationale communiste d'organiser des campagnes d’information à l’adresse des Marocains enrôlés dans les rangs franquistes. L'hebdomadaire clandestin du PCP, Al-Jabha Al-Chabiyya, consacre régulièrement ses pages à porter à la connaissance des lecteurs palestiniens le déroulement de la guerre contre le franquisme.
Le Parti communiste palestinien sera, dans les années 1920, 1930 et 1940, le seul parti politique juif et arabe, une caractéristique que la branche israélienne tentera de préserver après 1948. À cette époque, il milite pour un État judéo-arabe unitaire dans la Palestine mandataire.
En 1943, le parti se dissous en même temps que le komintern.

## Après 1948
Après 1948, ce qu'il reste de ce parti contribue à la naissance du Parti communiste d'Israël. Une partie des membres arabes se tournent vers le Parti communiste syrien et embrassent le panarabisme.
Parti communiste palestinien est ensuite le nom d'un parti créé sur les restes de la section arabe extérieure aux frontières d'Israël.